# Edward Malinowski
Edward Malinowski (ur. 1946, zm. 6 września 2013) – polski lekarz weterynarii, profesor nauk weterynaryjnych, specjalność fizjopatologia gruczołu mlekowego i rozrodu. 
Kierownik Zakładu Fizjopatologii Rozrodu i Gruczołu Mlekowego Państwowego Instytutu Weterynaryjnego w Puławach, oddział w Bydgoszczy, wykładowca Katedry Chorób Dużych Zwierząt z Kliniką Wydziału Medycyny Weterynaryjnej SGGW w Warszawie, Zastępca Przewodniczącego Komitetu Nauk Weterynaryjnych przy Wydziale V - Nauk Rolniczych, Leśnych i Weterynaryjnych Polskiej Akademii Nauk oraz przewodniczący Polskiego Towarzystwa Bujatrycznego, kierownik specjalizacji lekarsko-weterynaryjnej Choroby przeżuwaczy. Zmarł w wyniku udaru. Został pochowany 12 września 2013 roku na Cmentarzu Parafialnym Rzymskokatolickim przy Alei Kardynała Stefan Wyszyńskiego 58 w Bydgoszczy Bielawkach.